# Visdomstand

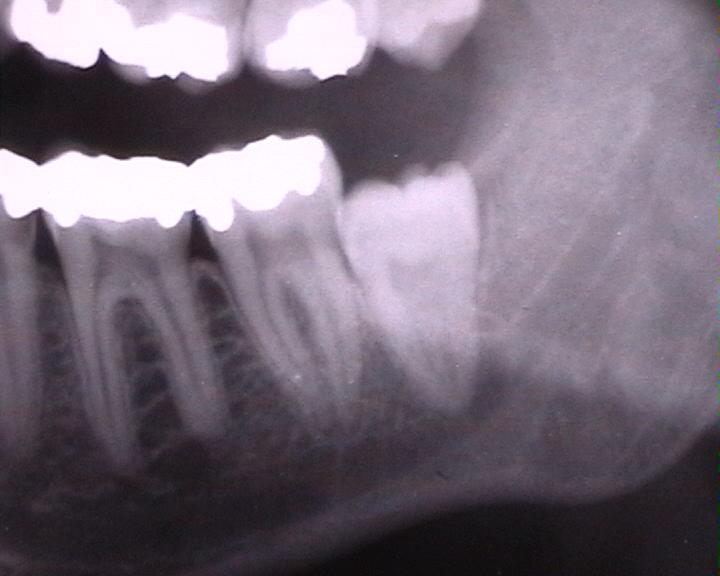
Röntgenbild över en del av underkäke och överkäkens tandkronor. Tanden längst till höger i underkäken är en visdomstand, längst in i munhålan. Den har ännu inte brutit fram helt, men roten är färdigutvecklad.

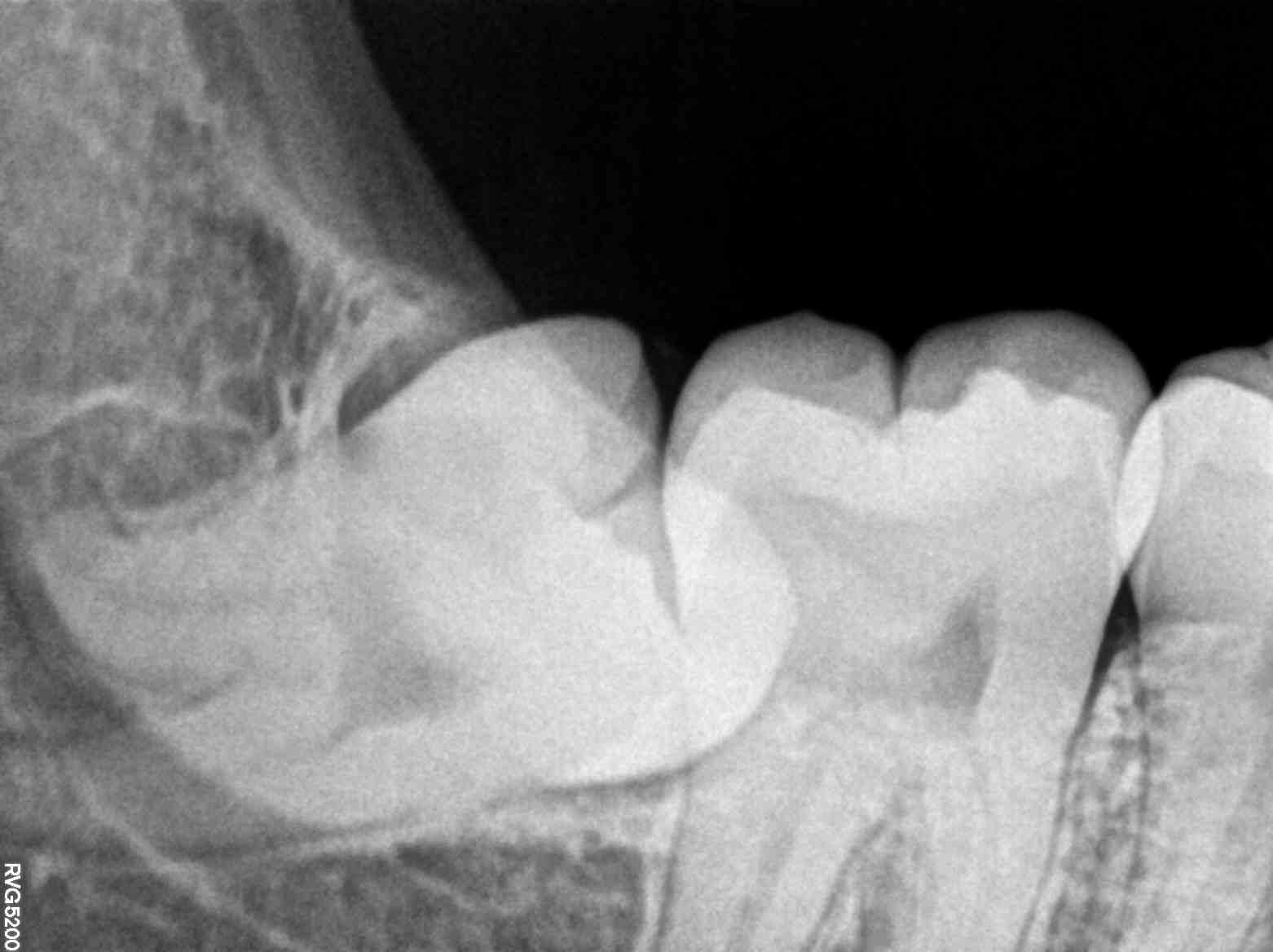
Röntgenbild som visar en visdomstand som ligger horisontellt.

Visdomstand kallas den tredje och bakersta molaren i varje käkhalva. Människan kan således ha sammanlagt fyra visdomständer. Visdomständerna uppträder vanligtvis mellan 18 och 26 års ålder. Det förekommer att anlag för visdomständer saknas, men även att det finns extra visdomständer. Visdomstanden är tand nummer åtta från mitten av käken.

## Anatomi
Visdomständer är inte av sämre kvalitet än de övriga tänderna, vilket är en vanlig missuppfattning – emellertid kan visdomständernas anatomi variera kraftigt, i jämförelse med de övriga permanenta tänderna. Trots att visdomständerna inte i sig har sämre egenskaper än övriga tänderna blir de oftare dåliga, och måste dras ut av tandläkare eller specialisttandläkare i käkkirurgi. Detta kan bland annat bero på att det är svårare att komma åt att borsta riktigt rent längst in i munnen, och att de därför lättare angrips av karies. Inte helt ovanligt är att tanden delvis täcks av tandköttet i ett lager som kallas operculum. Lagret gör att tanden blir svår att hålla ren samtidigt som rengöring riskerar skada operculum.  En annan anledning är att frambrytande visdomständer ibland inte riktigt får plats i käkbenet och därför bara kommer fram halvvägs, alternativt ligger och trycker mot de övriga tänderna. I dessa fall kan det vara bättre att avlägsna visdomstanden.

## Problem
Något man bör vara medveten om i de fall man upplever tandvärk (vanligt i samband med uppkommande visdomständer) är att tandvärken kan bero på bakterieinfektion i tandköttet, så kallad pericoronit. Ofta kan man ha ont i några dagar utan några vidare symtom, men om man går med smärta längre än 1–2 veckor brukar det uppstå en väl synlig svullnad i kinden och tandköttet vid det värkande området. Operculum, som delvis kan täcka tanden, kan man åtgärda genom behandling med väteperoxid eller vanlig munsköljvätska eller tas bort kirurgiskt. 

Äldre patienter upplever ofta fler problem med sina visdomständer än yngre. 

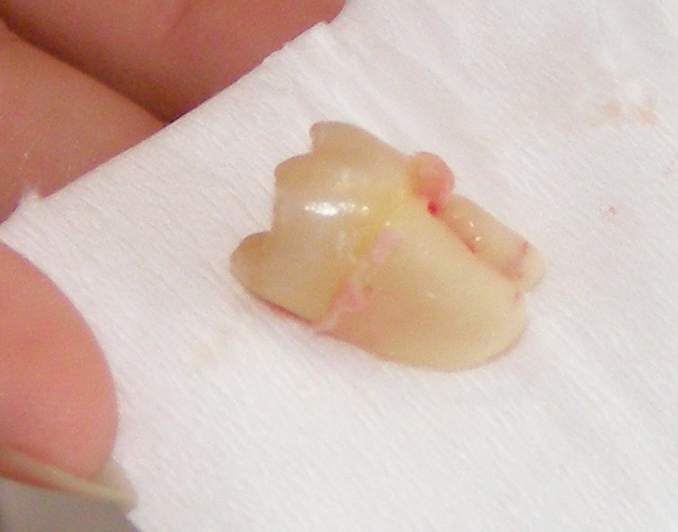
Utdragen tand

### Infektioner
Det är viktigt att uppsöka tandläkare för att kontrollera om det finns en infektion, särskilt om man har medfött eller förvärvat fel på hjärtklaffarna, eftersom bakterier som får gro i tandköttet kan färdas med blodet till hjärtat, och där angripa delar av hjärtat, framförallt dess klaffar. Då infektionen normalt läker ut av sig själv ordineras penicillin eller antibakteriell salva vanligtvis i de fall där besvären är anslutna till en allmän kroppslig påverkan såsom feber eller omfattande svullnad. Dessutom är det aktuellt med penicillin i de fall där patienten har ett dokumenterat hjärtfel eller nedsatt immunförsvar. Om värken och infektionen återkommer brukar man ta bort den värkande tanden, eller en tand i motsatt käke som ligger och trycker eller "biter" på visdomstanden.
När visdomstanden dragits ut eller opererats kan blödning förekomma under det efterföljande dygnet. Illaluktande och illasmakande förvätskning i munhålan är inte ovanligt. För att minska dessa problem och infektionsrisken bör en patient skölja munnen enligt instruktion.

## Utdragning
De som får märkbara problem med sina visdomständer kan då få dessa avlägsnade, även om tänderna i övrigt är friska. Somliga tandläkare drar ofta hellre ut visdomständer, än lagar dem.
Rotfyllning av visdomständer är tandläkartekniskt svårt, och utförs i princip bara om särskilda skäl föreligger (t.ex. avsaknad av andra tänder bredvid). Orsaken är att komplicerade lagningar är svårare att utföra, ju längre in i munhålan tandläkaren kommer. Man bör dock försöka behålla alla tänder, så länge det är möjligt och de inte utgör risk för infektioner i käkbenet. 

### "7:an" som alternativ
Om tand nr 7, även kallad tolvårstand (bredvid visdomstanden), har dålig prognos, händer det att denna avlägsnas istället för visdomstanden. Särskilt i överkäken påstås då visdomstanden kunna flytta sig, åtminstone en del av då uppkomna "luckan".

## Förekomst
Alla får inte fyra visdomständer. 25 procent av svenskarna saknar en eller flera av tänderna, bland ursprungsbefolkningen i Tasmanien hade i stort sett alla fyra visdomständer, medan man hos ursprungsbefolkningen i mesoamerika kan finna att i princip alla saknar visdomständer.